# 瑪麗氏異味鰻鯰
瑪麗氏異味鰻鯰，為輻鰭魚綱鯰形目鰻鯰科的其中一種，分布於新幾內亞南部的淡水流域，體長可達15公分，為底棲性魚類，棲息在水質清澈、岩石底質的山區溪流，屬肉食性，生活習性不明。

## 擴展閱讀
維基物種上的相關：瑪麗氏異味鰻鯰